# Singapur (Telangana)
Singapur es una ciudad censal situada en el distrito de Mancherial en el estado de Telangana (India). Su población es de 20061 habitantes (2011). 

## Demografía
Según el censo de 2011 la población de Singapur era de 20061 habitantes, de los cuales 10585 hombres y 9576 eran mujeres. Singapur tiene una tasa media de alfabetización del 71,64%, superior a la media estatal del 67,02%: la alfabetización masculina es del 79,49%, y la alfabetización femenina del 62,93%.